# EK (래퍼)
EK(본명: 도익환, 1992년 9월 5일 ~ )는 대한민국의 래퍼이다.

## 방송 출연
2017년에 발매된 MBA의 EP 《Most Badass Asian》에 참여하면서 데뷔했으며 과거에는 ekhan이라는 예명을 사용했다.
2018년에 엠넷에서 방송된 힙합 오디션 프로그램 《Show Me The Money 777》에서는 나플라와의 랩 파이트 머니 쟁탈전에서 패배하여 불리 다 바스타드와 함께 탈락했으나 패자부활전에서 노엘을 누르고 부활에 성공했다. 팀 결정전에서는 로스, 차붐, 김효은과 함께 팀 딥플로우 & 넉살에 합류했으나 팀 코드쿤스트 & 팔로알토에 속해 있던 키드밀리와의 본선 1차 대결에서 패배하여 탈락했다.
2019년에 엠넷에서 방송된 힙합 오디션 프로그램 《Show Me The Money 8》에서 1차 예선, 2차 예선, 3차 예선, 크루 결정전, 크루 대항전을 연달아 통과하여 40 CREW의 일원으로 합류했다. BGM-v CREW에 속해 있던 제네 더 질라와의 크루 디스 배틀, 크루 리벤지 배틀에서 연달아 승리하기도 했다. 하지만 본선 8강에서는 BGM-v CREW에 속해 있던 펀치넬로와 대결에서 패배하며 탈락했다.

## 음반 목록

### EP
- 2017년 EP - "Splash"
- 2019년 EP "WOLF"

### MBA의 음반 제작 참여
- 2015년 싱글 - "Monthly 13 Again January"
- 2015년 싱글 - "Monthly 13 Again February"
- 2015년 싱글 - "That's My Team"
- 2017년 EP - "Most Badass Asian"
- 2017년 싱글 - "Racism"[9]
- 2017년 EP - "YF"
- 2018년 EP - "2018"
- 2018년 싱글 - "Pass It"
- 2018년 싱글 - "A"
- 2018년 EP - "BADASS TRAP"
- 2019년 싱글 - "TRAP HOUSE"
- 2019년 싱글 - "ICE"
- 2019년 Diablo (Feat. JUSTHIS)